# Радослав Муравський
Радослав Муравський (пол. Radosław Murawski, нар. 22 квітня 1994, Гливиці) — польський футболіст, півзахисник клубу «Лех» (Познань).

## Клубна кар'єра
Є вихованцем юнацької академії «П'яста». 1 липня 2011 року уклав угоду з командою та приєднався до основного складу.

## Титули і досягнення
- Чемпіон Польщі (2):

«Лех»: 2021-22, 2024-25